# 仙台白百合学園幼稚園
仙台白百合学園幼稚園（せんだいしらゆりがくえんようちえん）は、宮城県仙台市泉区紫山一丁目にある私立幼稚園。
閑静な住宅地泉パークタウンの一角に位置する。
シャルトル聖パウロ修道女会を母体とするカトリック系のミッションスクールで、共学校である。イタリアの医学者で幼児教育者でもあるマリア・モンテッソーリが開発したモンテッソーリ教育を取り入れている。

## 概要
幼稚園受験による新規入学者がすべてである。女子のみ卒業生の大半は仙台白百合学園小学校へ進学する。

## 沿革
- 1998年、仙台市内の青葉区本町から現在の泉区紫山に移転。跡地はエナジースクエアとなった。

## 交通アクセス
- 仙台市地下鉄泉中央駅から 宮城交通寺岡・紫山経由泉パークタウン車庫前行で15分 白百合学園前下車